# Кисмет (Marvel Comics)
Кисмет (англ. Kismet), также известная как Парагон (англ. Paragon), Она (англ. Her) и Аиша (англ. Ayesha) — супергероиня, появляющаяся в американских комиксах издательства Marvel Comics. Она появилась в результате эксперимента по созданию идеальной формы жизни.
Аиша дебютировала в Кинематографической вселенной Marvel в фильме «Стражи Галактики. Часть 2», в исполнении Элизабет Дебики.

## История публикаций
Как Парагон, персонаж впервые появился в The Incredible Hulk Annual #6 (1977) и был создан Леном Уэйном, Дэвидом Крафтом и Гербом Тримпом. Её появления в качестве Кисмет состоялось в Marvel Two-in-One #61 (Март, 1980), в то время как Аиша дебютировала в Fantastic Four vol. 3 #11 (1998).

## Биография
Первоначально известная как Парагон, Кисмет была второй попыткой «Анклава» создать идеальную форму жизни на научной базе известной как «Улей» (Их первой попыткой был Он, позже известный как Адам Уорлок). «Анклав» рассчитывали создать сверхмощное существо, которое оставалось бы под их контролем. Прежде чем достичь своей финальной трансформации, Парагон приняла облик мускулистого мужчины. После битвы с Халком, она разрушила контроль «Анклава» и потопила «Улей», после чего заточила себя в кокон, подобно Уорлоку. 
Выйдя из кокона, она приобрела светлые волосы и золотую кожу, одетая в красный купальник. Будучи женской репликацией Уорлока, девушка приняла имя Она (ссылка на первоначальное имя Уорлока, Он) и отправилась на поиски Адама, чтобы вступить с ним в половую связь. Тем не менее, Уорлок умер во время короткого путешествия в прошлое, где он хотел украсть свою душу вместе с Камнем души. Она использовала свои силы, чтобы восстановить и реанимировать его тело, но из-за потери разума и души Адама, она была вынуждена вернуть его тело в могилу. Затем Она отправилась исследовать просторы космоса, в поисках потенциального партнёра. 
За время своих странствий, Она помогла восстановиться экологически разорённой планете У'ср'пр, вызвав гнев Консорциума. Туземцы нарекли её Джи'ридией Стардастер. Позже он помогла Отряду Альфа и Мстителям в их противостоянии с Консорциумом. 
Некоторое время спустя после начала её поисков, она обнаружила, что тело и разум Уорлока были восстановлены. Несмотря на это, он отверг её, оставив девушку рыдающей на земле. После этого она устроила испытание наиболее могущественным существам на Земле. Её выбор пал на Квазара, Геркулеса, Чудо-человека, Гипериона, Дока Самсона и Забытого. Она сражалась с Квазаром и подверглась нападению со стороны Червового Валета, но была спасена Лунным драконом. Поскольку Квазар оказался единственным, кто прошёл её испытание, Она обратила внимание на него, однако подруга Квазара, Кейла Баллатин (находящаяся под влиянием силы Старбрэнд), жестоко избила её. Она была вынуждена вернуться в форму кокона, чтобы залечить свои раны. Впоследствии она стала спутницей Квазара в его приключениях. 
Примерно в то же время она изучила других героев Земли, рассматривая их как партнёров для спаривания. К примеру, она отвергла мужчин из Людей Икс, из-за нестабильности их генетической структуры. Также она помогла Квазару во время операции «Галактический шторм», а также защитила Звёздные врата, чьё действие угрожало существованию Земли. Тем не менее, это привело к противостоянию с Двойной звездой и Супер-Скруллом. Вскоре после войны она была захвачена Пожирателем душ и спасена Квазаром. 
В течение своих приключений с Квазаром она приняла имя Кисмет. За это время она сражалась с Чёрным флотом, разрушившим планету Скадам. Впоследствии она пришла на помощь трём своим создателям из «Улья». После исцеления внутри коконов, похожих на её собственный, их кожа приобрела золотой оттенок, а сами они стали сверхлюдьми. Затем четвёрка отправилась в космос. 
Некоторое время спустя, она вновь сменила себе имя, став Аишей. 

## Силы и способности
Будучи искусственной формой жизни, Кисмет является продуктом генной инженерии, разработанным «Анклавом». Она способна накапливать, хранить и манипулировать космической энергией для различных целей, в том числе для создания энергетических разрядов и левитации. Космическая энергия усиливает её физические атрибуты до сверхчеловеческого уровня и повышает её метаболизм и жизненную силу, что замедляет процесс старения, и делает её практически бессмертной. Кисмет может оправиться от серьёзных травм, создавая космический энергетический кокон из окружающих молекул, внутри которого происходит регенерация. Она способна реанимировать мёртвую ткань, проецируя часть своей космической жизненной силы в неё. Тем не менее, она не может вернуть дух в воскрешаемое ею тело. Также Кисмет в состоянии использовать космическую энергию, чтобы изменить молекулярную структуру. 

## Альтернативные версии

### Earth X
В ограниченной серии Earth X Мар-Велл перерождается как ребёнок синтетических существ Его (Адама Варлока) и Её (Кисмет).

### Fantastic Four: The End
В ограниченной серии Fantastic Four: The End Кисмет (выступающая под именем Аиша), по-видимому взяла имя Капитана Марвела в недалёком будущем. 

### Guardians of the Galaxy
Стакар Вон, Звёздный ястреб, был сыном двух супергероев — Квазара и Кисмет в альтернативной реальности, известной как Земля-691. Он был украден Эрой, злым ребёнком Эона и воспитан дружелюбными инопланетянами. Кисмет ушла в монастырь, поклявшись больше никогда не использовать свои способности. В дальнейшем её нашёл уже возмужавший Стакар, после чего они посетили могилу Квазара. Затем они решили бросить все свои силы на поиски Эры.

## Вне комиксов

Элизабет Дебики в роли Аиши в фильме «Стражи Галактики. Часть 2»

### Кино
Аиша появляется в фильме «Стражи Галактики. Часть 2», в исполнении Элизабет Дебики. По сюжету, она является верховной жрицей, лидером золотокожей расы суверенов. Она нанимает Стражей Галактики для защиты анулаксных батарей от межпространственного монстра. Взамен она отдаёт им Небулу, ранее схваченную при попытке выкрасть батареи. Тем не менее, Ракета берёт несколько батарей для себя, чем вызывает агрессию со стороны суверенов. Их беспилотники атакуют корабль Стражей, однако весь флот вскоре уничтожает Эго. В дальнейшем Аиша предпринимает ещё несколько попыток уничтожить Стражей Галактики и даже нанимает Йонду Удонту и его Опустошителей, но всякий раз терпит поражение. В сцене после титров, для того, чтобы разобраться со своими врагами, Аиша создаёт новое искусственное существо, называя его Адамом.